# 1992年热带风暴达尼埃尔
热带风暴达尼埃尔（英語：Tropical Storm Danielle）是1992年9月下旬登陆弗吉尼亚州的弱热带风暴，也是1992年大西洋飓风季除飓风安德鲁外唯一登陆美国的热带气旋。达尼埃尔源自9月18日北卡罗莱纳州近海一条几乎保持静止的低压槽，很快就达到热带风暴强度，成为该季第四场获命名的风暴。受转向气流影响，气旋蜿蜒西进，达到持续风速每小时105公里的最高强度后开始减弱，不久便登陆德玛瓦半岛，之后很快就在陆地上空消散。
风暴沿途普降小雨，风力也很小。不过，达尼埃尔和高气压天气系统共同影响，引发强烈潮汐和大浪，导致海滩侵蚀，部分沿海地区遭受轻度破坏。新泽西州有一艘帆船被大浪打沉，船上两人丧生，海浪还将北卡罗莱纳州外滩群岛的三套房屋摧毁。总体而言，这场风暴造成的破坏程度很轻。

## 气象历史
9月8日，一股弱东风波离开非洲西海岸进入大西洋，于9月18日逼近美国东南近海持续存在且同对流区关联的下层低压槽。9月20日，这片几乎保持静止的扰动天气区同冷锋合并，于9月22日在北卡罗莱纳州哈特拉斯角（Cape Hatteras）东南方向约325公里海域发展出环流。系统继续组织，外流逐渐改善，于当天发展成第六号热带低气压。
热带低气压快速组织，仅成为热带气旋六小时后就达到热带风暴标准并获名“达尼埃尔”（Danielle），风速增至每小时80公里。受逐渐逼近的低压槽影响，风暴起初朝东北方向移动。但低压槽的移动速度比达尼埃尔更快，并同风暴北侧的高气压天气系统共同影响，迫使达尼埃尔在9月23至24日的移动路线形成非常紧密的逆时针环路。气旋转向西北并增强，于9月25日在北卡罗莱纳州东北方向近海达到风力时速105公里的最高强度。风暴转向西北偏北，于25日晚从弗吉尼亚州德玛瓦半岛的阿可麦克县和北安普顿县东岸登陆。达尼埃尔在陆地上空急剧减弱，最终于9月26日在宾夕法尼亚州东部上空消散。

## 防灾措施

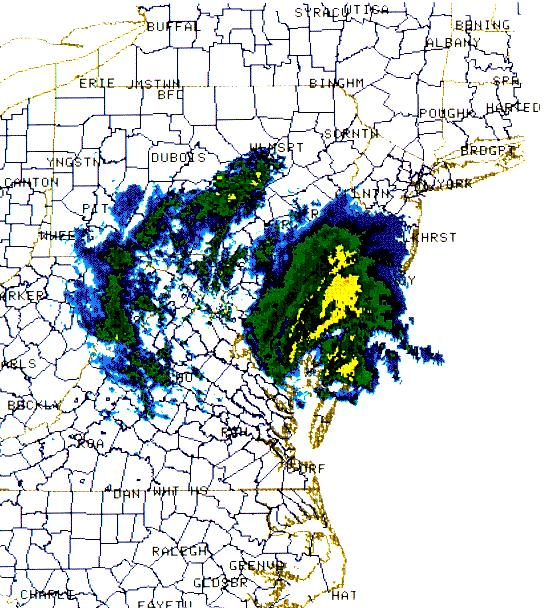
达尼埃尔登陆的雷达图像

气象学家在达尼埃尔存在早期难以确定其路径和强度变化方向，曾预测风暴会向东北方向前进，但气旋的实际移动路线却形成环形。此后气象机构又持续认为达尼埃尔会在北卡罗莱纳州东北沿海地区登陆，因此于9月24日向该州沿海地区发布热带风暴警告，此时距风暴从该州以东洋面经过还有36小时。出乎气象部门预料，气旋经过北卡罗莱纳州后继续北上，德玛瓦半岛直到达尼埃尔登陆前仅12小时才收到热带风暴警告。此外，气象学家还向特拉华州至罗德岛州守望山（Watch Hill）发布热带风暴警告，以防万一。
面对风暴来袭，北卡罗莱纳州海德县奥克拉科克（Ocracoke）同本土间的轮渡服务暂停，官员下令戴尔县的学校停课。马里兰州圣玛丽斯县南部的圣乔治岛（St. George's Island）有多户人家自行撤离。此外，特拉华州政府官员建议生活在海滩附近或低洼地区的居民疏散。官员在肯特县开设两个避难所，供有需要的居民躲避。

## 影响

### 北卡罗莱纳州
热带风暴达尼埃尔和北侧的高压脊形成气压梯度，令北卡罗莱纳州东部普遍出现中等强度风力，其中鳄鱼河大桥风速最高，达到每小时93公里，另有多地所测风速超过热带风暴下限。气压梯度还令海岸沿线浪高超过正常水平，并以戴尔县的达克（Duck）最高，达到六米。虽然气旋经过的位置离海岸线很近，但由此产生的降水很少，哈特拉斯角（Cape Hatteras）所测雨量仅有五毫米。不过，该州中部却有部分地点雨量超过25毫米。
风暴产生的大浪和强烈潮汐令奥克拉科克岛靠帕姆利科湾（Pamlico Sound）一侧和哈特拉斯岛（Hatteras Island）南部爆发洪灾。潮汐还令豌豆岛（Pea Island）受到洪水冲刷，17号州道部分路段因海水有305毫米深而封闭。潮汐还将外滩群岛的三套房屋摧毁，其中两套此前已受到1991年完美风暴的破坏。外滩群岛还有另外三套房屋受到风暴威胁。群岛其他地区的破坏程度很轻，基本局限在海滨的步行坡道和楼梯受损。

### 中大西洋地区
热带风暴达尼埃尔在弗吉尼亚州产生的阵风时速以亨利角（Cape Henry）最高，达到98公里，但持续风速没有达到热带风暴强度。沿海地区的降水很少，总量约为8.6毫米左右。不过，气旋外围雨带在该州中部产生的降雨量要高得多，最高的夏律第镇达104毫米。风暴还令海潮高度超过正常水平，并以伊丽莎白河（Elizabeth River）位于休厄尔角（Sewell's Point）的河口位置最高，达1.3米。弗吉尼亚州沿海地区出现强烈海浪，引发严重侵蚀，诺福克部分地区的积水有60厘米深，还有许多民宅、商户和车辆被淹，海岸沿岸的海滩也受到侵蚀。弗吉尼亚州的总体破坏程度很轻，并且没有出现人员伤亡报导。
达尼埃尔登陆期间，马里兰州大洋城的风暴潮估计有60到90厘米高，阵风时速达到85公里，比该州其他地点都高。气旋产生中等程度降水，马里兰州东海岸的降雨量普遍超过76毫米，内陆地区雨量略小，但安妮阿伦德尔县的帕萨迪纳（Pasadena）仍有71毫米。风暴产生的海浪致使海岸沿线出现轻到中度海滩侵蚀，并同强烈潮汐一起引发街道洪灾。达尼埃尔有可能在索尔兹伯里附近产生钩状回波，但没有生成龙卷风，风暴没有在该州造成人员伤亡。
气旋在特拉华州降下小雨，最高降雨量是士麦那所测的95毫米，最高阵风时速则是亨洛彭角（Cape Henlopen）测得的106公里。达尼埃尔令潮汐高度比正常水平还高60到90厘米，同时伴随有强烈海浪，造成沿海部分房屋被淹，沙滩和沙丘受到严重侵蚀。斯洛特比奇附近有四艘船被大浪打沉，还有一个码头被冲走。阵风在纽卡斯尔县导致停电，持续的降雨还令下水道阻塞。总体而言，除海滩侵蚀程度较重外，该州受到的破坏很小。

### 美国东北部
达尼埃尔在新泽西州大部分地区降下小雨，该州西南部部分地点降雨量超过76毫米。大浪冲蚀掉沿海地区数公里长的海滩，海浪还在开普梅县大洋城越过栈道进入房屋。更北面的岛滩州立公园附近一艘十米长的帆船因遭遇大浪失事，船上四人中有两人游上岸，另外两人溺亡。
达尼埃尔的外围雨带在康涅狄克州至缅因州降下小雨，罗德岛州和马萨诸塞州局部地区雨量超过76毫米。新英格兰因这场风暴遭受的破坏程度缺乏记载和报导。